# 何塞菲娜·巴斯克斯·莫塔
何塞菲娜·巴斯克斯·莫塔（西班牙語：pronunciationⓘ[xo̞.se̞'fi.na'βas.ke̞s'mo̞.ta]，1961年1月20日—）是一名墨西哥女性企业家和政治人物。她所学的专业是经济学，曾在家族企业中工作，也当过记者并出版过书籍。2000年到2009年，她担任过社会发展部长与教育部长。她是2012年总统选举中国家行动党推荐的总统候选人，也是该党的第一位女性总统候选人。